# 梅薩奧爾霍山 (奧卡拉-卡巴納)
14°17′21″S 74°07′40″W / 14.28917°S 74.12778°W
梅薩奧爾霍山（Misa Urqu），是秘魯的山峰，位於該國中南部阿亞庫喬大區，由奧卡拉區和卡巴納區負責管轄，屬於安地斯山脈的一部分，海拔高度4,400米。